# Rick Boogs
Eric Bugenhagen (Franklin, Wisconsin, 19 de octubre de 1987) es un exluchador profesional, exluchador de lucha folkstyle, powerlifter y YouTuber estadounidense. Es conocido por haber trabajado para la empresa WWE, donde se presentó bajo el nombre de Rick Boogs. Entre sus logros, destaca dos reinados como Campeón 24/7 de WWE. Apartado de la lucha libre, Bugenhagen también tiene un canal en YouTube centrado en el entrenamiento de fuerza y la comedia.

## Carrera como luchador amateur
Después de ganar un título estatal mientras estaba en Franklin High School en Franklin, Wisconsin, Bugenhagen luchó por la División I de la NCAA de la Universidad de Wisconsin-Madison con Barry Davis. Bugenhagen compitió por los Wisconsin Badgers de 2006 a 2011, comenzando con 184 libras en su temporada de segundo año y en peso pesado en su tercer y cuarto año. Bugenhagen compitió dos veces en los Campeonatos de la NCAA, clasificándose para los torneos de 2010 y 2011 en Omaha, Nebraska y Filadelfia, respectivamente. Tuvo marca de 2-4 en la NCAA y también luchó en un clasificatorio de las Pruebas Olímpicas de Estados Unidos. Se graduó con una licenciatura en kinesiología y trabajó como entrenador de lucha libre para su alma mater después de graduarse.

## Carrera como levantador de pesas
Entre 2011 y 2017 se dedicó a trabajar como entrenador de fuerza y entrenador personal en Wisconsin. Durante esta época se hizo conocido en YouTube por su estilo de entrenamiento poco ortodoxo, el cual consistía en entrenar solo un ejercicio durante semanas, usando mucho peso y técnica modificada. 
En 2014 ganó el Campeonato USAPL del Estado de Wisconsin en la categoría Open Press & Pull de -110kg, obteniendo un total de 445kg (170kg en press de banca y 275kg en peso muerto).

## Carrera como luchador profesional

### WWE (2017-2023)
Bugenhagen hizo su debut en la lucha libre profesional en un evento en vivo de la marca NXT del 19 de octubre de 2017, donde se quedó corto ante Lars Sullivan en una lucha individual. Después de que una lesión lo atrasó significativamente, regresó a la lucha libre en los eventos en vivo de NXT bajo el nombre de ring Ric Boog. Bajo su nombre real, perdió ante Drew Gulak el 6 de febrero de 2019 en NXT en su debut televisivo. En el episodio del 1 de mayo de 2019 de Worlds Collide, participó en una batalla real de 20 hombres como Rik Bugez, compitiendo contra otras superestrellas populares como Gulak, Brian Kendrick, Akira Tozawa, Tyler Bate y el ganador Roderick Strong. En un evento en vivo de NXT el 21 de febrero de 2019, Bugez hizo equipo con Denzel Dejournette para enfrentar sin éxito a los Campeones de Parejas de NXT de la época, The Viking Raiders (Ivar y Erik). Una notable confrontación de su carrera tuvo lugar en un evento en vivo de NXT el 22 de febrero de 2020, donde Bugez compitió contra Finn Bálor, siendo derrotado.
Bugez hizo varias apariciones como extra en los programas principales de la WWE, siendo uno de los muchos luchadores de NXT que se utilizaron como parte de la multitud improvisada en Raw al comienzo de la pandemia de COVID-19 en 2020. En las semanas antes de WrestleMania 37, Bugez interpretó al personaje representativo de Old Spice Joseph Average/The Nightpanther en varios anuncios detrás del escenario en Fastlane y después de WrestleMania 37, durante los cuales derrotó a R-Truth para capturar el Campeonato 24/7 de la WWE dos veces. 
El 21 de mayo de 2021, Bugez, ahora con el nombre modificado de Rick Boogs, hizo su debut en la lista principal en SmackDown, interpretando el tema de entrada de Shinsuke Nakamura mientras hace su entrada al ring con una guitarra eléctrica. Hizo su debut en el ring en el episodio del 20 de agosto de SmackDown, haciendo equipo con Nakamura para derrotar a Apollo Crews y Commander Azeez. En WrestleMania 38, Boogs y Nakamura se enfrentaron a The Usos por el Campeonato de Parejas de SmackDown, en el que The Usos retuvo los campeonatos. En dicho combate, Boogs sufrió una lesión en el cuádriceps/tendón rotuliano desgarrado, que requirió cirugía.
En el programa del 30 de enero de 2023 hizo su regreso presentado por Adam Pearce para enfrentar a The Miz donde terminó ganando. En el SmackDown WrestleMania Edition, participó en el André the Giant Memorial Battle Royal, eliminando a Baron Corbin, Otis, Angel y a Humberto, sin embargo fue eliminado por Braun Strowman. El 21 de septiembre de 2023, Boogs fue liberado de su contrato por WWE.

### Evolve (2020)
Bugenhagen trabajó su primer combate en la escena independiente en EVOLVE 143, evento promovido por Evolve durante su relación con WWE el 17 de enero de 2020, donde se enfrentó a Joe Gacy, siendo derrotado. Una noche después, en EVOLVE 144, obtuvo su primera victoria al derrotar a Anthony Greene.

## Récord en NCCA (lucha colegial)
| Resultado | Récord | Oponente        | Puntuación | Evento                              | Fecha               |
| --------- | ------ | --------------- | ---------- | ----------------------------------- | ------------------- |
| Derrota   | 2-4    | Spencer Myers   | 2-3        | NCAA Championship (Filadelfia 2011) | 17 de marzo de 2011 |
| Derrota   | 2-3    | Dom Bradley     | 2-3 TB     | NCAA Championship (Filadelfia 2011) | 17 de marzo de 2011 |
| Victoria  | 2-2    | Paul Synder     | 7-2        | NCAA Championship (Filadelfia 2011) | 17 de marzo de 2011 |
| Derrota   | 1-2    | Nate Everhart   | 2-6        | NCAA Championship (Omaha 2010)      | 18 de marzo de 2010 |
| Victoria  | 1-1    | Rider Bordas    | 5-1        | NCAA Championship (Omaha 2010)      | 18 de marzo de 2010 |
| Derrota   | 0-1    | David Zabriskie | 2-6        | NCAA Championship (Omaha 2010)      | 18 de marzo de 2010 |

## Campeonatos y logros
- WWE
  - WWE 24/7 Championship (2 veces)